# Gabriela Pandrea
Gabriela Pandrea (Hârșova, 13 agosto 1968) è un'ex cestista rumena.

## Carriera
Con la Romania ha disputato i Campionati europei del 1985.